# Matthias Klostermayr

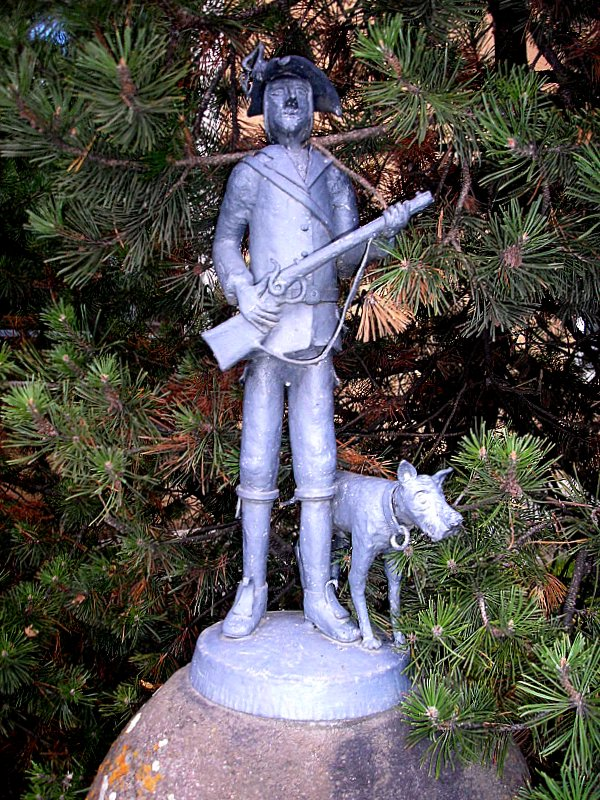
Statue de Matthias Klostermayr avec Thyras, son Bullenbeisser, à Kissing, en Bavière

Matthias (ou Matthäus) Klostermayr ou Klostermayer est un bandit allemand né le 3 septembre 1736 à Kissing, près d'Augsbourg, exécuté le 6 septembre 1771 à Dillingen. Il est aussi appelé der bayerische Hiasl (Hiasl bavarois, cela veut dire « petit Matthias bavarois »).

## Biographie
Selon Eric Hobsbawm, le seul cas patent de banditisme social dans l’Allemagne du XVIIIe siècle est celui de Klostermayr et de sa bande. « Parce que sa spécialité était le braconnage, une activité que les paysans ont toujours considérée comme légitime, on l'admirait et on l'aidait. Il mena un combat personnel, à visage découvert et en public, contre les chasseurs, les garde-chasse, les représentants de la loi et de l'autorité publique, et il avait la réputation de ne détrousser que les « ennemis » en question. Lorsqu’il attaqua et mit à sac en plein jour l’office public (Amtshaus) à Täfertingen, près d'Augsbourg, il considéra que son raid constituait un « acte légitime » et les paysans ne manquèrent pas de partager son avis. » 

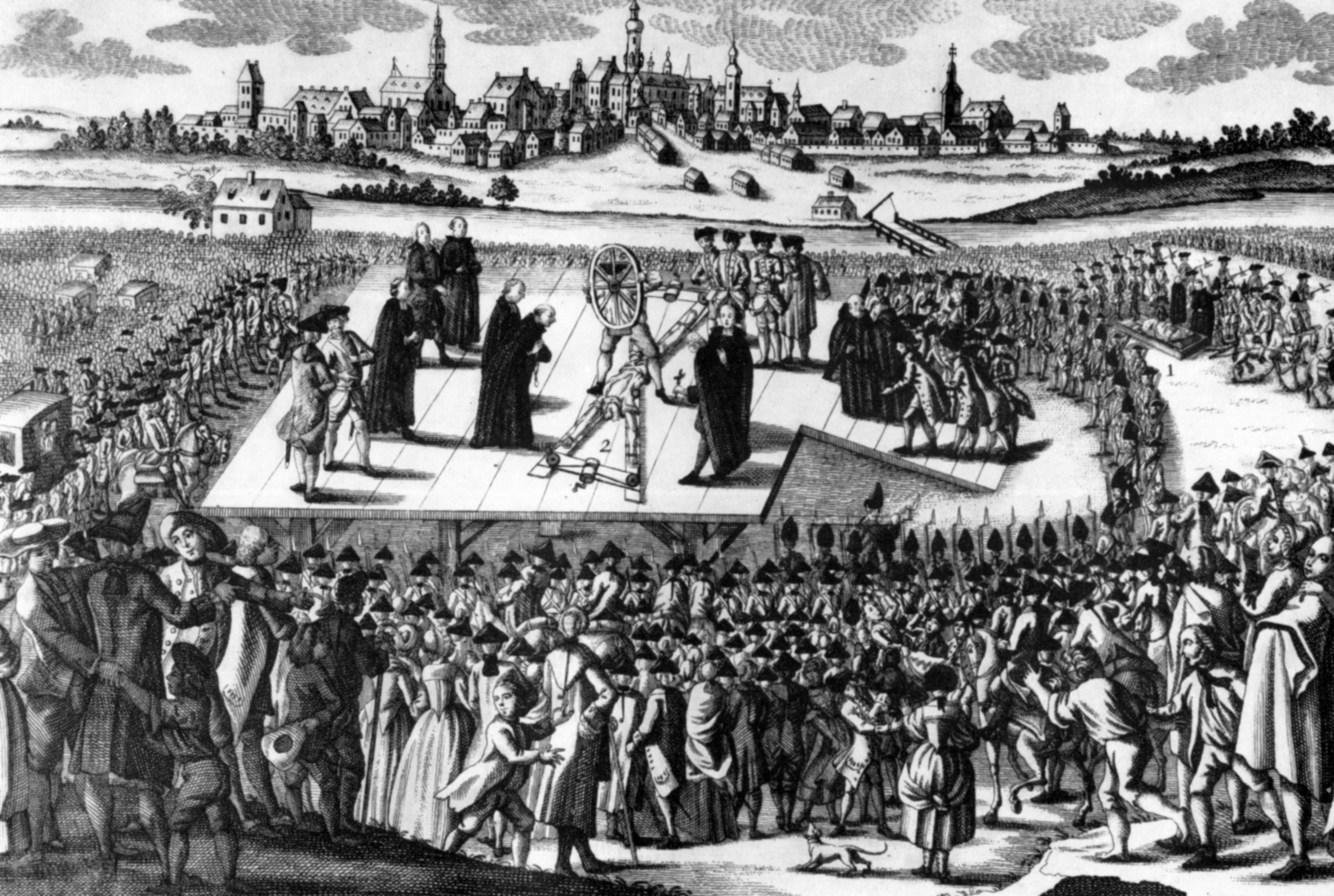
Exécution de Matthias Klostermayr

## Parc d'aventure
Le Hiasl-Erlebniswelt, parc d'aventures situé aux environs du château Mergenthau, à un kilomètre au nord de Kissing), fait revivre le mythe de ce Robin des Bois allemand. 